# Visole
Visole – wieś w Słowenii, w gminie Slovenska Bistrica. W 2018 roku liczyła 546 mieszkańców.